# Dejr al-Asad
Dejr al-Asad (hebr. דייר אל-אסד; arab. دير الأسد; ang. Deir al-Asad) – samorząd lokalny położony w Dystrykcie Północnym, w Izraelu.

## Położenie
Miejscowość Dejr al-Asad jest położona na wysokości 260 metrów n.p.m. w północno-zachodniej części Doliny Bet ha-Kerem na północnej krawędzi Dolnej Galilei. Dolina Bet ha-Kerem wyznacza granicę między Dolną a Górną Galileą. Miejscowość leży u podnóża stromego urwiska pasma górskiego Matlul Curim (wysokość dochodzi do 769 m n.p.m.). W miejscu tym różnica wysokości między dnem a krawędzią doliny dochodzi do 500 metrów. Okoliczny teren opada w kierunku południowym. W jej otoczeniu znajdują się miejscowości Madżd al-Krum, Bina i Nachf, kibuce Tuwal i Kiszor, moszaw Lappidot, oraz wioska komunalna Lawon.

### Podział administracyjny
Dejr al-Asad jest położone w Poddystrykcie Akki, w Dystrykcie Północnym.

## Demografia
Zgodnie z danymi Izraelskiego Centrum Danych Statystycznych w 2011 roku w Dejr al-Asad żyło prawie 10,5 tys. mieszkańców, z czego 99,9% Arabowie muzułmanie i 0,1% inne narodowości. Wskaźnik wzrostu populacji w 2011 roku wynosił 2,8%. Zgodnie z danymi Izraelskiego Centrum Danych Statystycznych średnie wynagrodzenie pracowników w Dejr al-Asad w 2009 roku wynosiło 4582 ILS (średnia krajowa 7070 ILS).
| Wiek (w latach) | Procent populacji w % |
| --------------- | --------------------- |
| 0 – 4           | 11,9                  |
| 5 – 9           | 12,9                  |
| 10 – 14         | 12,2                  |
| 15 – 19         | 10,6                  |
| 20 – 29         | 15,6                  |
| 30 – 44         | 19,8                  |
| 45 – 59         | 11,4                  |
| 60 – 64         | 1,7                   |
| 65 –            | 3,9                   |

Źródło danych: Palestine Remembered.

## Historia
Dokładna data powstania wioski Dejr al-Asad nie jest znana, chociaż najprawdopodobniej było to w średniowieczu. Wioska była między innymi wzmiankowana w okresie wypraw krzyżowych. W XVI wieku sułtan Sulejman Wspaniały wygnał tutejszych chrześcijan, którzy założyli sąsiednią wioskę Bi’ina. Pod koniec XIX wieku była to niewielka wioska z domami wzniesionymi z kamienia. Była otoczona drzewami oliwkowymi i gruntami ornymi. W wyniku I wojny światowej w 1918 roku cała Palestyna przeszła pod panowanie Brytyjczyków. Przyjęta 29 listopada 1947 roku Rezolucja Zgromadzenia Ogólnego ONZ nr 181 w sprawie podziału Palestyny przyznawała rejon miejscowości Arraba państwu arabskiemu. Podczas wojny domowej w Mandacie Palestyny na początku 1948 roku do wioski wkroczyły siły Arabskiej Armii Wyzwoleńczej, które paraliżowały żydowską komunikację w całym obszarze Galilei. Podczas I wojny izraelsko-arabskiej Izraelczycy przeprowadzili w tym rejonie operację Hiram, i 30 października 1948 roku zajęli Dejr al-Asad. W przeciwieństwie do wielu arabskich wiosek w Galilei, Izraelczycy nie wysiedlili jej mieszkańców. Dzięki temu Dejr al-Asad zachowała swój pierwotny charakter. W 1956 roku izraelski rząd ogłosił utworzenie „strefy zamkniętej” na obszarze 1275 akrów arabskich wiosek Dejr al-Asad, Bi’ina i Nachf. Oficjalnym powodem utworzenia tej strefy były względy bezpieczeństwa (potrzeba chronienia strategicznej drogi nr 85), jednak w rzeczywistości znajdował się tutaj kamieniołom najlepszych w kraju marmurów. W pięć lat później, w 1961 roku władze wywłaszczyły te tereny, podając za powód, że ziemie te przez pięć lat były nie wykorzystywane przez ich pierwotnych arabskich właścicieli. W ten sposób systematycznie realizowano plan mający na celu „judaizację Galilei”, w której centrum miało powstać nowe żydowskie miasto Karmiel. Plan opracowali Lewi Eszkol, Josef Weitz i jego syn Ra'anan Weitz, a kierownikiem grupy konstrukcyjnej był Adam Tal. Lokalizację wybrano zgodnie z koncepcją rozwoju osadnictwa żydowskiego, przy głównej drodze łączącej miasta Akka i Safed. W 1962 roku skonfiskowano w ten sposób najbardziej urodzajne ziemie wioski Dejr al-Asad. Pozostały jedynie gaje oliwne położone na wzgórzach na północy. W ten sposób, jednym posunięciem zniszczono prawie całą gospodarkę Dejr al-Asad. Wywłaszczenie spotkało się z silnymi protestami Arabów, którzy proponowali władzom inne tereny, bardziej dogodne do założenia nowego miasta. Jednak Izraelczycy odmówili i zaoferowali Arabom jako rekompensatę podobne tereny w okolicy. Dwaj lewicowi posłowie Mosze Sneh (Maki) i Jusuf Chamis  (Mapam) przedstawili w Knesecie list protestacyjny arabskich mieszkańców wsi, którzy uważali że oferowane im ziemie są dużo gorsze od tych, z których zostali wywłaszczeni. Po parlamentarnej debacie mieszkańcy wiosek przygotowali demonstrację, jednak wojskowe dowództwo Galilei ogłosiło cały rejon „obszarem zamkniętym”. Nikt więc nie mógł przyjechać na demonstracje, które zostały odwołane. To samo zdarzyło się podczas organizacji protestów zaplanowanych na styczeń 1964 roku. W 1975 roku Dejr al-Asad otrzymała status samorządu lokalnego. Następnie, w 2003 roku przeprowadzono reformę terytorialną, w wyniku której połączono Dejr al-Asad z sąsiednimi miejscowościami Madżd al-Krum i Bi’ina tworząc jeden samorząd lokalny Szagor. W marcu 2005 roku otrzymał on prawa miejskie. Powstałe w ten sposób miasto było jednak sztucznym tworem. Brakowało jednolitej administracji, a wszystkie dzielnica oskarżały się wzajemnie o nadmierne przywileje i niepłacenie podatków. Wzajemne spory doprowadziły do głębokiej zapaści gospodarczej, której widocznym efektem był upadek instytucji odpowiedzialnych za wywóz śmieci i kanalizację miejską. W rezultacie odpadki komunalne wywożono do sąsiednich wadi, zanieczyszczając w ten sposób okolicę. Ze względu na rosnące zadłużenie miasta, wielokrotnie wstrzymano dostawy wody pitnej dla mieszkańców. W dniu 1 grudnia 2008 roku podjęto decyzję o rozwiązaniu miasta Szagor i Dejr al-Asad powróciła do statusu samorządu lokalnego.
Podczas Drugiej wojny libańskiej w 2006 roku miejscowość ucierpiała od ostrzału rakietowego prowadzonego przez organizację terrorystyczną Hezbollah z terytorium Libanu. Ogółem na miasto spadły 43 rakiety, które zabiły cztery osoby i spowodowały duże straty materialne.

## Symbole
Herb miejscowości został oficjalnie opublikowany w grudniu 1990 roku. Stanowi on okrągłą tarczę, u której podstawy znajduje się podobizna lwa. Powyżej widnieją wizerunki tutejszych budowli sakralnych i drzewa, natomiast w tle znajdują się okoliczne góry. Powyżej i poniżej umieszczono nazwę miejscowości pisaną w języku hebrajskim i arabskim.

## Polityka
Siedziba władz samorządowych znajduje się przy ulicy al-Szagur w południowej części miejscowości. Przewodniczącym rady samorządu jest Naser Sanala.

## Architektura
Miasteczko posiada typową arabską architekturę, charakteryzującą się ciasną zabudową i wąskimi, krętymi uliczkami. Zabudowa powstawała bardzo chaotycznie, bez zachowania jakiegokolwiek wspólnego stylu architektonicznego. Górskie położenie powoduje rozproszenie zabudowy i utrudnia stworzenie jednolitej infrastruktury.

## Kultura
W miejscowości jest ośrodek kultury i biblioteka publiczna.

## Edukacja i nauka
W miejscowości znajduje się 5 szkół, w tym trzy podstawowe. W 2009 roku uczyło się w nich ogółem 2,7 tys. uczniów, w tym prawie 1,6 tys. w podstawowych. Średnia uczniów w klasie wynosiła 31.

## Sport i rekreacja
Z obiektów sportowych jest tutaj basen pływacki oraz boisko do piłki nożnej. Mniejsze boiska oraz sale sportowe są zlokalizowane przy szkołach.

## Gospodarka
Lokalna gospodarka opiera się na rolnictwie i handlu. Wielu mieszkańców pracuje w okolicznych strefach przemysłowych.

## Transport
Z miejscowości wyjeżdża się na południe drogą nr 8534 przez miejscowość Bi’ina na drogę ekspresową nr 85, którą jadąc na wschód dojeżdża się do miasta Karmiel i dalej do miasteczka Nachf, lub jadąc na zachód dojeżdża się do miejscowości Madżd al-Krum. Lokalna droga prowadzi na północny zachód do skrzyżowania z drogą nr 8544, łączącą kibuce Tuwal i Kiszor.